# Naarda leptotypa
Naarda leptotypa là một loài bướm đêm trong họ Noctuidae.